# Francis Rawdon-Hastings
Francis Rawdon-Hastings, 1. markiz Hastings (ur. 9 grudnia 1754 w hrabstwie Down w Irlandii, zm. 28 listopada 1826 na morzu niedaleko Neapolu) – brytyjski arystokrata, wojskowy i polityk, dowódca podczas wojny o niepodległość Stanów Zjednoczonych, gubernator generalny Indii w latach 1813-1823.

## Wczesne lata życia
Był synem Johna Rawdona, 1. hrabiego Moira, i Elizabeth Rawdon, 13. baronowej Hastings, córki 9. hrabiego Huntingdon. Wychowywał się w rodzinnym hrabstwie Down oraz w Dublinie.
7 sierpnia 1771 r. zaciągnął się do British Army. Został przydzielony do 15 pułku piechoty. Studiował również w University College na Uniwersytecie Oksfordzkim, ale szybko porzucił studia. Następnie wyjechał z wujem, lordem Huntingdonem, w podróż po Europie.
20 października 1773 r. Rawdon został porucznikiem 5 pułku piechoty. Powrócił więc do Wielkiej Brytanii i dołączył do swojego pułku, który 7 maja 1774 r. wypłynął do amerykańskich kolonii.

## Kariera wojskowa

### Rewolucja amerykańska
Podczas bitwy pod Lexington i Concord Rawdon przebywał w Bostonie. Wziął udział dopiero w bitwie pod Bunker Hill. Walcząc w szeregach grenadierów brał udział w drugim i trzecim szturmie na Breed’s Hill. Kiedy jego dowódca, kapitan Harris, został ranny, Rawdon stanął na czele swojej kompanii i poprowadził ją do zwycięskiego natarcia. Otrzymał za to gratulacje od generała Johna Burgoyne’a, rangę kapitana oraz komendę nad kompanią 63 pułku piechoty.
Zimę z 1775 na 1776 r. Rawdon spędził w oblężonym Bostonie. Tam miał miejsce jego debiut sceniczny, kiedy wygłosił napisany przez Burgoyne’a prolog do tragedii Aarona Hilla Zara. Następnie został adiutantem generała Henry’ego Clintona i wziął udział w jego wyprawie do Północnej i Karoliny Południowej. Następnie przyłączył się do wyprawy przeciwko Nowemu Jorkowi.
Podczas bitwy na Long Island Rawdon przebywał przy brytyjskim sztabie. 15 września 1776 r. dowodził swoją komapnią podczas lądowania na Kip’s Bay. Następnego dnia udzielił wsparcia lekkiej piechocie, która atakowała wzgórza Harlemu. Rawdon brał również udział w desancie pod Pell’s Point oraz w bitwie pod White Plains. 8 grudnia przybył z Clintonem do Rhode Island, gdzie zabezpieczył porty dla Royal Navy.
13 stycznia 1777 r. razem z Clintonem wyjechał do Londynu, gdzie przybył 1 marca. Obaj wojskowi powrócili do Ameryki w lipcu tego roku. Początkowo Rawdon przebywał w kwaterze głównej w Nowym Jorku i brał udział w walkach w okolicach miasta, które doprowadziły 7 października do zdobycia Fortu Constitution. Następnie został wysłany z rozkazami do generała Williama Howe’a do Filadelfii.
Zimą Rawdon powrócił do Nowego Jorku, gdzie utworzył pułk Irlandzkich Ochotników, którego został pułkownikiem. Brał udział w marszu generała Clintona do Filadelfii oraz w odwrocie wojsk brytyjskich do Nowego Jorku i przegranej bitwie pod Monmouth. Po powrocie do Nowego Jorku został adiutantem generalnym. Zrezygnował z tego stanowiska 3 września 1779 r., po kłótni z Clintonem. W styczniu 1780 r., stojąc na czele swojego pułku, odparł amerykański atak na Staten Island.
Wiosną 1780 r. został wysłany na południowy teatr działań wojennych pod komendę generała Cornwallisa. Wziął tam udział w oblężeniu Charleston oraz w zwycięskiej bitwie pod Camden, gdzie dowodził lewym skrzydłem wojsk brytyjskich. Kiedy generał Cornwallis pomaszerował do Wirginii, Rawdon został naczelnym dowódcą wojsk brytyjskich na południu.
25 kwietnia 1781 r. pokonał generała Nathaniela Greene’a pod Hobkirk’s Hill, ale przewaga Amerykanów zmusiła go do stopniowego wycofywania się do Charleston. W lipcu 1781 r. złożył dowództwo z powodu złego stanu zdrowia. Podczas podróży morskiej został wzięty do niewoli przez admirała de Grasse’a, ale wkrótce odzyskał wolność po wymianie jeńców.

### Wojna z rewolucyjną Francją
Rawdon powrócił do Wielkiej Brytanii na początku 1782 r. W listopadzie otrzymał awans do stopnia pułkownika oraz został adiutantem króla Jerzego III.
Po wybuchu wojny z Francją w 1793 r. Rawdon został 12 października awansowany do stopnia generała-majora i powierzono mu komendę oddziałów mając stanowić posiłki dla powstańców w Bretanii. Powstanie jednak zostało stłumione zanim Brytyjczycy wyruszyli, więc w 1794 r. Rawdon poprowadził wyprawę do Niderlandów. Naciskanemu przez Francuzów udało się Rawdonowi połączyć swe siły z armią księcia Yorku. Podczas tej kampanii Rawdon po raz ostatni dowodził armią w polu.
W 1798 r. otrzymał rangę generała-porucznika, a w 1803 r. został pełnym generałem. W 1804 r. został pułkownikiem 27 pułku piechoty. W latach 1803–1805 był głównodowodzącym wojsk w Szkocji.

## Kariera polityczna
W latach 1780–1781 Rawdon zasiadał w irlandzkim parlamencie reprezentując okręg Randalstown. W 1783 r. otrzymał tytuł 1. barona Rawdon w parostwie Wielkiej Brytanii i zasiadł w brytyjskiej Izbie Lordów. Po śmierci ojca w 1793 r. odziedziczył tytuł 2. hrabiego Moira, a po śmierci matki w 1808 r. 14. barona Hastings. W 1817 r. otrzymał tytuły markiza Hastings, hrabiego Rawdon i wicehrabiego Loudoun.
Pod koniec lat 80. zaprzyjaźnił się z księciem Walii. W 1788 r. poparł go podczas kryzysu regencyjnego. W 1789 r. zmienił nazwisko na „Rawdon-Hastings”, aby odziedziczyć posiadłości swojego wuja. Nawoływał do przeprowadzenia reform w Irlandii, mimo początkowego sceptycyzmu poparł ostatecznie projekt unii Wielkiej Brytanii i Irlandii. Popierał również projekt równouprawnienia katolików.
Był związany ze stronnictwem wigów. W latach 1806–1807 był generałem artylerii w Gabinecie Wszystkich Talentów. Blisko związany z księciem Walii otrzymał w 1812 r. misję utworzenia rządu po zabójstwie Spencera Percevala, ale misja ta zakończyła się niepowodzeniem. 12 czerwca 1812 r. otrzymał Order Podwiązki.

### Gubernator generalny Indii
Dzięki wpływom księcia Walii, lord Moira został w 1813 r. mianowany gubernatorem generalnym Indii. Moira wygrał wojnę z Gurkhami (1814-1816), podbił Marathę (1818) oraz uzyskał dla Wielkiej Brytanii Singapur (1819). Przeprowadził reformy edukacyjne i administracyjne oraz doprowadził do naprawy systemu kanałów w Dehli.
W 1817 r. otrzymał tytuł markiza Hastings. W 1818 r. został kawalerem Krzyża Wielkiego Orderu Łaźni. Od Kompanii Wschodnioindyjskiej otrzymał podziękowania oraz 60 000 funtów. Podziękowania złożyły mu również obie izby parlamentu.
Urzędowanie Hastingsa w Indiach zakończyło się w 1823 r. na skutek skandalu finansowego. Hastings powrócił do Wielkiej Brytanii, a w 1824 r. otrzymał stanowisku gubernatora Malty. Zmarł dwa lata później na morzu niedaleko Neapolu.

## Życie prywatne
12 lipca 1804 r. w Londynie poślubił Florę Campbell, 6. hrabinę Loudoun (1780 – 8 stycznia 1840), córkę Jamesa Campbella, 5. hrabiego Loudoun, i lady Flory Macleod. Francis i Flora mieli razem dwóch synów i cztery córki:
- Flora Elizabeth Rawdon-Hastings (11 lutego 1806 – 5 lipca 1839)
- Francis George Augustus Radwon-Hastings (1807)
- George Augustus Francis Rawdon-Hastings (4 lutego 1808 – 13 stycznia 1844), 2. markiz Hastings
- Sophia Frederica Christina Rawdon-Hastings (1 lutego 1809 – 28 grudnia 1859), żona Johna Crichtona-Stuarta, 2. markiza Bute, miała dzieci
- Selina Constance Rawdon-Hastings (1810 – 8 listopada 1867), żona Charlesa Henry’ego, miała dzieci
- Adelaide Augusta Lavinia Rawdon-Hastings (25 lutego 1812 – 6 grudnia 1860), żona sir Williama Murraya, 7. baroneta

Lord Hastings miał również nieślubne dziecko ze związku z Jemimą Ffrench. Był nim George Hunn Nobbs (16 października 1799 – 5 listopada 1884).